# 萬徳寺 (稲沢市)
萬徳寺（まんとくじ、万徳寺）は、愛知県稲沢市にある真言宗豊山派の寺院。

## 概要
山号は長沼山。本尊は阿弥陀三尊。
境内面積は1200坪。4月下旬には境内の牡丹が咲き、「ぼたん寺」として知られている。

## 歴史
神護景雲2年（762年）に慈賢が創建し、草堂に阿弥陀三尊を安置、称徳天皇が官寺とした。その鵜沼川の洪水で荒廃したが、承和元年（834年）に空海が再建した。天暦年中（947年～957年）の火災、永祚年間（989年～990年）の大嵐で再び荒廃したが、建長6年（1254年）に常円が再興し、中興開山となった。常円は梶原景時の猶子で、長母寺（現在の名古屋市）開山の一円無住、地蔵寺（現在の一宮市）中興開山の空円とは兄弟と伝え、尾張三円と称した。萬徳寺縁起には亀山天皇の保護を受け、その後多宝塔を建立し、大日如来を安置、本堂を建立、梵鐘を鋳造、八幡社を勧請して鎮守としたという。
天正20年（1592年）には駒井重勝・徳永寿昌より、文禄4年（1595年）には豊臣秀吉より、ともに寺領530石の寄進を受け、尾張藩主も代々安堵した。「寛文覚書」には、元高530石で田畑三町四反十二歩とある。江戸期は醍醐寺報恩院末で尾張真言宗大本山として末寺53カ所を有したが、1969年（昭和44年）の火災で本堂・宮殿を焼失した。その後、再建された。

## 文化財

### 重要文化財
- 輪宝羯磨獅子蒔絵戒体箱
- 金銅宝相華唐草文透彫経筒(附:紺紙金字法華経巻一) - 鎌倉時代。
- 紙胎漆塗彩絵華籠6巻- 鎌倉時代。
- 多宝塔 - 室町時代。附:棟札1枚
- 鎮守堂 - 室町時代。附:棟札4枚

### 県指定文化財
- 木造大日如来坐像 - 鎌倉時代
- 覚禅鈔100巻 - 南北朝時代。附:木箱一合
- 絹本著色両界曼荼羅図 - 鎌倉時代
- 絹本着色三月経曼荼羅図
- 絹本着色釈迦十六善神像
- 絹本着色不動明王二童子像
- 絹本着色愛染明王像
- 秘禅鈔29巻(附:木箱一合) - 鎌倉時代

#### 稲沢市指定文化財
- 木造聖観世音菩薩坐像
- 絹本着色愛染明王像
- 絹本着色三千仏図
- 絹本着色虚空蔵菩薩像
- 絹本着色不動明王八大童子像
- 絹本着色弘法大師像
- 絹本墨画十八羅漢図
- 絹本着色仏涅槃図
- 絹本着色十二天像
- 絹本著色玄性上人像
- 絹本著色般若菩薩像
- 絹本著色金剛薩埵像
- 絹本著色真言八祖像
- 絹本著色理源大師像
- 絹本著色弘法大師像
- 絹本著色十二天屏風
- 絹本著色阿字観
- 木造楾及び耳盥
- 銅造鰐口
- 理趣経版木4枚
- 般若心経秘鍵版木2枚
- 曳覆曼荼羅版木
- 徳川家康禁制